# Nannophlebia risi
Nannophlebia risi – gatunek ważki z rodziny ważkowatych (Libellulidae).